# Alabama Moon – Abenteuer Leben
Alabama Moon – Abenteuer Leben ist ein US-amerikanischer Familienfilm von Tim McCanlies aus dem Jahr 2009. Es handelt sich um eine Filmadaption des Romans Alabama Moon von Watt Key aus dem Jahr 2006.

## Handlung
Der junge Moon Blake lebt zusammen mit seinem Vater Oliver völlig autark in den Wäldern von Alabama. Der mürrische Vater ist ein absolutes Vorbild für ihn. Als Baumaschinen in der Nähe den Wald roden, um ein Haus für einen Anwalt zu bauen, wird die Stimmung immer angespannter. Kurz bevor Oliver nach einem Unfall in der Wildnis stirbt, gibt er Moon den Ratschlag, Alabama den Rücken zu kehren und sich nach Alaska durchzuschlagen.
Nachdem Moon seinen Vater begraben hat, trifft er am nächsten Tag auf den Anwalt Mr. Wellington, den neuen Landbesitzer, der jedoch heimlich telefonisch Constable Sanders informiert. Moon flüchtet, als dieser eintrifft, wird aber wenig später von ihm gefasst und in ein Kinderheim gesteckt. Dort lernt er unter anderem den kranken Kit und Hal kennen. Gemeinsam fassen sie den Plan, eines Nachts auszubrechen, was auch gelingt. Die drei Jungs verstecken sich im Wald, und Moon gibt sein großes Wissen über die Wildnis weiter.
Eines Morgens ist Hal verschwunden, der sich auf den Weg zu seinem alkoholkranken Vater gemacht hat. Als der Winter unerwartet nochmals zurückkehrt, geht es Kit täglich erheblich schlechter, so dass Moon ihn an eine Straße legt, wo er später aufgefunden wird. Derweil macht Constable Sanders regelrecht Jagd auf Moon, wobei er mehrere Male kläglich scheitert. Moon bekommt Hilfe von Hal und dessen Vater.
Constable Sanders klagt den Jungen zwischenzeitlich mehrerer Vergehen an, die er jedoch nie begangen hat. Mr. Wellington hilft Moon und verteidigt ihn mit Erfolg vor Gericht. Der anschließende Besuch bei Kit im Krankenhaus verläuft dagegen nicht glücklich. Kit ist an seiner langen und schweren Krankheit gestorben, hat aber die glücklichsten Tage seines Lebens mit Moon verlebt. Mr. Wellington hat überraschend Kontakt zu Moons Onkel Mike erhalten, der seinen Neffen schon lange suchte und ihn bei sich aufnehmen will. Mike stellt ihm seine Frau Sarah und seine zwei Kinder Alice und David vor, die ihn liebevoll aufnehmen. Somit nimmt Moons einsames Leben eine glückliche Wendung.

## Kritik
„Verfilmung eines Jugendromans, die trotz einiger ernster Szenen die Geschichte des "wilden Kindes" vor allem sehr unterhaltsam erzählt.“

„Unterhaltsames, spannendes, weder sentimentales noch albernes Jugendabenteuerdrama mit durchaus witzigen Momenten um einen frei geborenen Knaben, der sich von Superbösewichten wie Dorfsheriff Clint Howard ("Blubberella") nichts sagen lässt. Harte Themen werden nicht ausgespart, John Goodman brilliert in einer Gerichtsszene, aber das Herz des Filmes schlägt in den turbulenten Verfolgungsjagden in der Wildnis, wo der Knabe dem Cop ganz Rambo-mäßig zeigt, wo der Hammer hängt. Großer Spaß für Kids, den auch Eltern nicht zu scheuen brauchen.“